# Theo Sowa
Theo Sowa, née en 1957, est une consultante indépendante sur les enjeux internationaux, en particulier de développement social,. Elle travaille avec différentes organisations, telles que l'UNICEF, la Fondation Stephen Lewis (en), l'Union africaine, le DfID et le PNUD, entre autres. Theo Sowa est directrice générale du African Women's Development Fund. Elle travaille avec Graça Machel sur des questions relatives à la jeunesse, et participe à la rédaction et à l'édition de plusieurs publications. Elle est également administratrice de Comic Relief. En juin 2010, Theo Sowa reçoit le titre de commandant de l'Ordre de l'Empire britannique (CBE).

## Jeunesse et formation
Theo Sowa est née à Cape Coast, au Ghana, en 1957 et passe son enfance aux États-Unis. En 1967, elle s'inscrit au couvent du Saint-Sacrement à Brighton, en Angleterre, puis devint déléguée à St Leonard, situé à Mayfield, dans le Sussex. Du fait de la profession de son père, elle a vécu dans divers pays africains, en Europe, en Asie et aux États-Unis. Très tôt, elle fait l'expérience du racisme, du sexisme et de l'exclusion. 
Le 17 avril 2015, elle critique le gouvernement fédéral du Nigeria pour sa lenteur dans la libération des 219 filles de Chibok enlevées par Boko Haram les 14 et 15 avril 2014. Elle appelle Muhammadu Buhari, président en exercice Nigeria, à prendre des mesures proactives pour la libération des filles et la lutte contre Boko Haram. 
Theo Sowa obtient par la suite une maîtrise en éducation comparée à l'Institute of Education de l'Université de Londres de 1986 à 1988. 

## Carrière
Theo Sowa est impliquée dans la télévision après avoir travaillé à la BBC, à ITV et à Channel Four Television (1988-1991) en présentant des reportages sur des questions sociales. Elle est journaliste et présentatrice pour divers programmes, dont Help, Family Matters, Never on A Sunday, ainsi que pour plusieurs documentaires et longs métrages. Elle exerce les fonctions d'agent chargé du développement de l'Association nationale pour le traitement et la réinstallation des délinquants, NACRO (1985-1987). En 1992, elle est nommée membre du conseil d'administration de l'Agence nationale pour la jeunesse du Royaume-Uni par le secrétaire d'État à l'Éducation de l'époque, John Patten. Elle démissionne de ce poste, lorsqu'elle déménage en Afrique du Sud pour travailler au sein de l'équipe de conseil technique des élections nationales multiraciales sud-africaines.  
Theo Sowa travaille comme consultante internationale pendant plusieurs années, auprès d'organisations réputées telles que l'UNICEF, la Fondation Stephen Lewis, l'Union africaine, le Département du développement international et le PNUD, entre autres. Elle est également présidente du réseau African Grantmakers Network et conseillère principale auprès des Nations unies pour des programmes d'études sur les enfants et les conflits armés (rapport Machel) et dirige l'examen quinquennal du rapport. À ce poste, elle noue des partenariats et participe à l'élaboration de politiques aux côtés d'ONG nationales et internationales, de gouvernements des cinq continents et de leurs représentants à New York dans les bureaux de l'ONU. Elle dirige les négociations, à la fois techniques et politiques, en vue de la mise en œuvre des recommandations du rapport concernant les enfants en conflit. Son implication dans les questions relatives aux enfants lui a valu d'être nommée conseillère du président Nelson Mandela et de Graça Machel dans leur travail sur les enfants et les questions de leadership pour le Mouvement mondial pour les enfants. 
En tant qu'écrivaine, elle produit plusieurs rapports de politique pour des organisations non gouvernementales. Elle écrit des articles dans des revues spécialisées et des magazines et contribue de manière significative à un livre intitulé The Impact of War on Children. Theo Sowa est également co-autrice d'un livre sur le travail en groupe avec des jeunes. En février 2010 elle contribue en tant que co-autrice et coéditrice du Innocenti book on children and transitional justice de la Harvard Law School / UNICEF. 
Theo Sowa est la PDG du African Women's Development Fund,,. Elle est également conseillère et consultante indépendante, spécialisée dans le développement social international, avec un accent particulier sur les droits et la protection des enfants. 
Theo Sowa est administratrice de Comic Relief et présidente du comité des subventions internationales de Comic Relief. Elle est également membre du conseil consultatif africain de la Fondation Stephen Lewis, membre du Leadership Board du British Refugee Council (en), mécène de Evidence for Development, membre du conseil d'administration du Graça Machel Trust et de la Charity Commission for England and Wales (en). 

## Reconnaissance
En juin 2010, elle reçoit le titre de commandant de l'ordre de l'Empire britannique (CBE),.
En 2019, elle est nommée parmi les 100 personnes les plus influentes en matière d'égalité des genres,.

## Publications
- avec Graça Machel, The Impact of War on Children[11].
- Co-éditeur d'une publication Innocenti de la Harvard Law School / UNICEF: Children and Transitional Justice[12].
- (en) Lucy Ball, Theo Sowa et London Intermediate Treatment Association, Groupwork and IT : a practical handbook., Londres, London Intermediate Treatment Association, 1er janvier 1985 (lire en ligne)